# Séisme de 1906 à San Francisco
Le séisme de 1906 à San Francisco a touché principalement cette ville californienne, au matin du mercredi 18 avril 1906. Il a été estimé à une magnitude d'environ 7,9 sur l'échelle de Richter, et son épicentre se situait à 12,1 km à l'ouest de San Francisco sur le système de faille se trouvant au large des côtes. Le séisme principal eut lieu à 5 h 12 du matin le long de la faille de San Andreas. Les secousses furent ressenties de l'Oregon à Los Angeles, et à l'intérieur des terres jusqu'au centre du Nevada. Le tremblement de terre et l'incendie qui en résulta restent à ce jour parmi les plus grandes catastrophes naturelles ayant touché une grande ville américaine.

## La situation avant le séisme
Avant la catastrophe, San Francisco était la neuvième plus grande ville américaine, et la plus grande sur la côte occidentale, avec une population de près de 410 000 habitants. La ruée vers l'or de 1849 avait attiré des milliers d’émigrants et la famine en Chine avait poussé de nombreux Chinois à s’y installer.
Pendant quelque six décennies, la ville fut le centre financier, commercial et culturel de l'Ouest américain ; elle accueillait le plus gros port de la côte occidentale et était considérée comme la « porte du Pacifique », par laquelle transitait la grandissante puissance économique et militaire américaine vers l'Asie et l'océan Pacifique. L’entrée d’Hawaï dans l’Union et la guerre contre l’Espagne en 1898 avaient accru son importance. Quarante-deux banques étaient installées dans la ville.
La vie culturelle était dynamique grâce aux cinq quotidiens, aux restaurants français, aux théâtres et à l’opéra situé sur Mission Street. L’Orpheum O’Farrell pouvait accueillir 3 500 personnes. D’un point de vue architectural, la ville était la plus belle de l’Ouest américain. Les magnats du chemin de fer et des mines se firent construire de magnifiques demeures sur Nob Hill.
Même si la sismologie en était à ses débuts, les experts savaient que San Francisco était située sur une ligne de faille : les séismes les plus importants dans la baie de San Francisco furent relevés en 1836, 1868, 1892 et en 1905. Certains secteurs de la faille de San Andreas furent identifiés et reconnus comme potentiellement dangereux dès 1893.

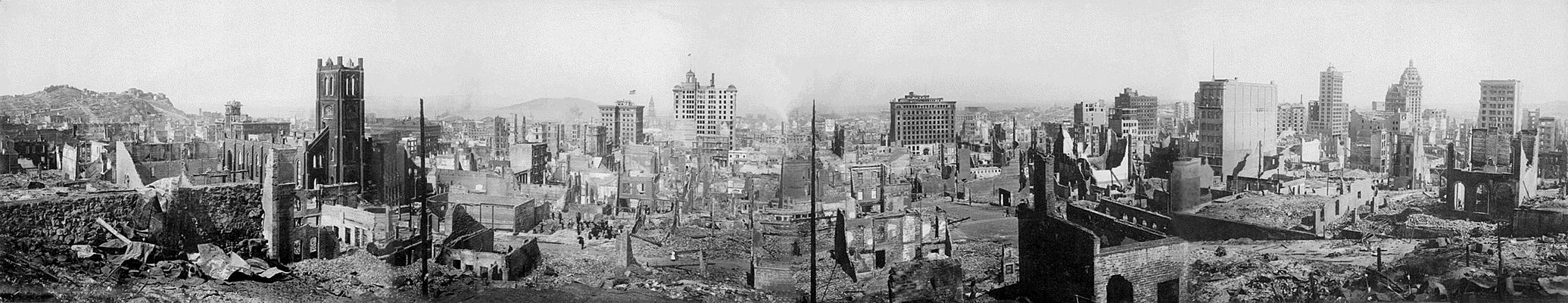
Panorama de San Francisco après le séisme.

## Témoignage
Le 18 avril 1906 : George Davidson (en) a les yeux rivés au plafond. Le vieil astronome vient d'être réveillé par une violente secousse. Un séisme. Sans attendre, il commence le décompte des secondes, sort du lit, lorgne l'horloge, atteint le bureau et note, avec un détachement déroutant : « Le premier choc a eu lieu à 5 h 12. Les soixante premières secondes ont été les plus sévères. L'intensité des vibrations a ensuite diminué pendant trente secondes jusqu'à une accalmie perceptible. Puis les secousses ont repris, pendant une minute, mais de façon beaucoup plus violente. »

## Le grand incendie

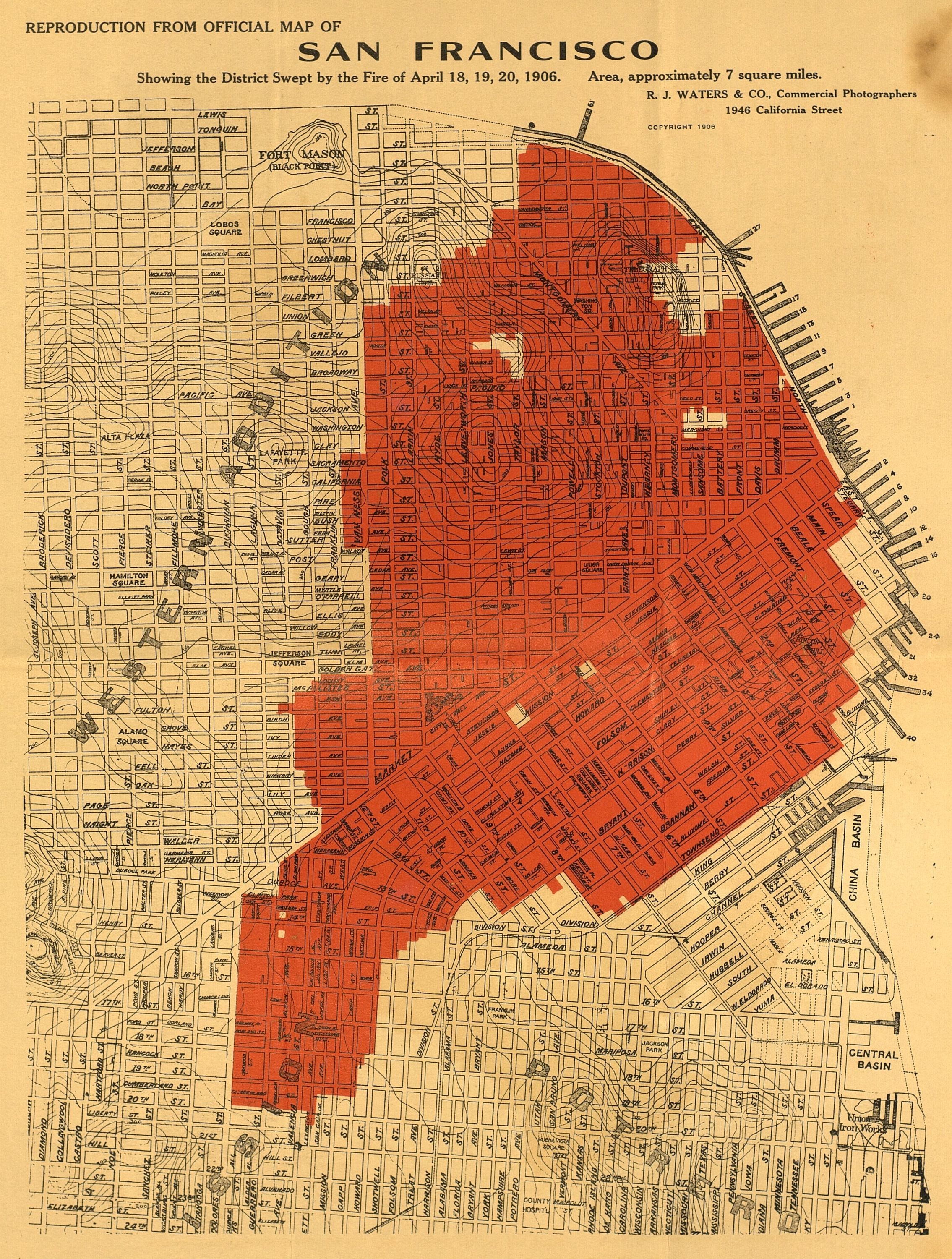
En rouge, zone détruite par l'incendie, dont le quartier français.

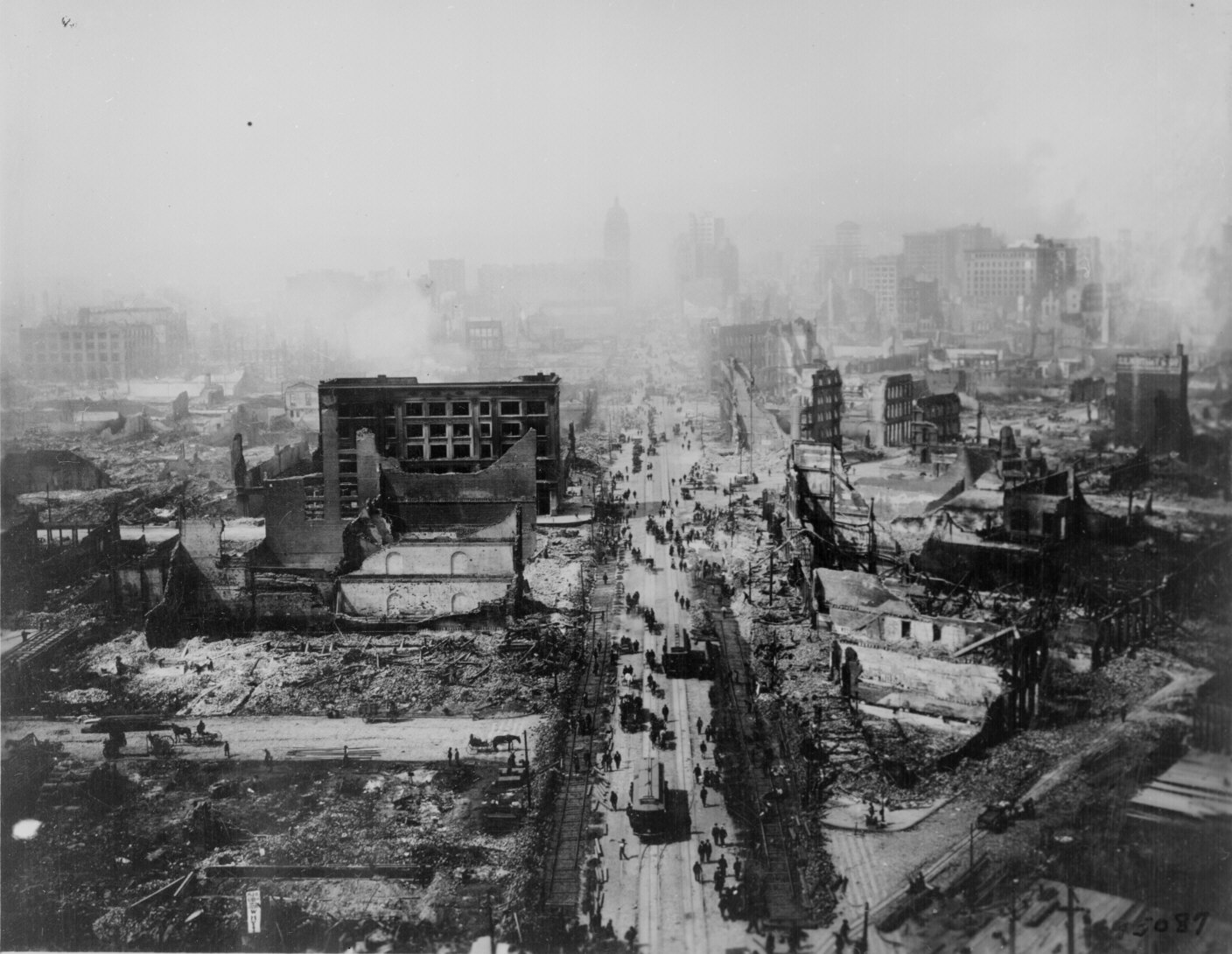
Les ruines encore fumantes de San Francisco, vues de la tour du Ferry Building sur Market Street.

Malgré les dégâts importants causés par le séisme et ses répliques, ce sont les incendies qui en résultèrent et durèrent trois jours entiers qui détruisirent le plus de structures. Ceux-ci se déclarèrent à plusieurs endroits de la ville, certains causés initialement par les ruptures de conduites de gaz naturel. D'autres incendies furent la conséquence de feux de bois allumés par des réfugiés, et d'autres encore furent démarrés intentionnellement, puisque certains propriétaires mirent le feu à leurs propres immeubles afin de toucher l'indemnité d'assurance-incendie, ayant été informés que leur police d'assurance ne couvrirait pas les dégâts causés par le séisme seul.
Bien que les réservoirs continssent 400 000 m3 d'eau, les bouches d'incendie ne furent d'aucune utilité pour les pompiers municipaux puisque les conduites qui les alimentaient étaient hors-service depuis le séisme, les soldats du feu avaient donc peu de ressources à leur disposition pour combattre le sinistre. Plusieurs feux dans le centre-ville convergèrent pour former une fournaise gigantesque. L'incendie détruisit plus de 500 pâtés de maisons de Van Ness Avenue près du centre jusqu'aux quais bordant la baie.
Le général Frederick Funston tenta de contrôler l'expansion de l'incendie en faisant exploser des pâtés de maisons autour des foyers, afin d'aménager des zones coupe-feux, avec un succès mitigé, mais qui semble avoir permis d'épargner l'ouest de la ville.
Le maire Eugene Schmitz et le général Funston ne déclarèrent pas la loi martiale. En revanche, Schmitz signa un arrêté permettant à la police, aux patrouilles de milices et aux militaires de tirer sur les pilleurs, et quelque 500 personnes furent tuées ou blessées.

## Bilan humain

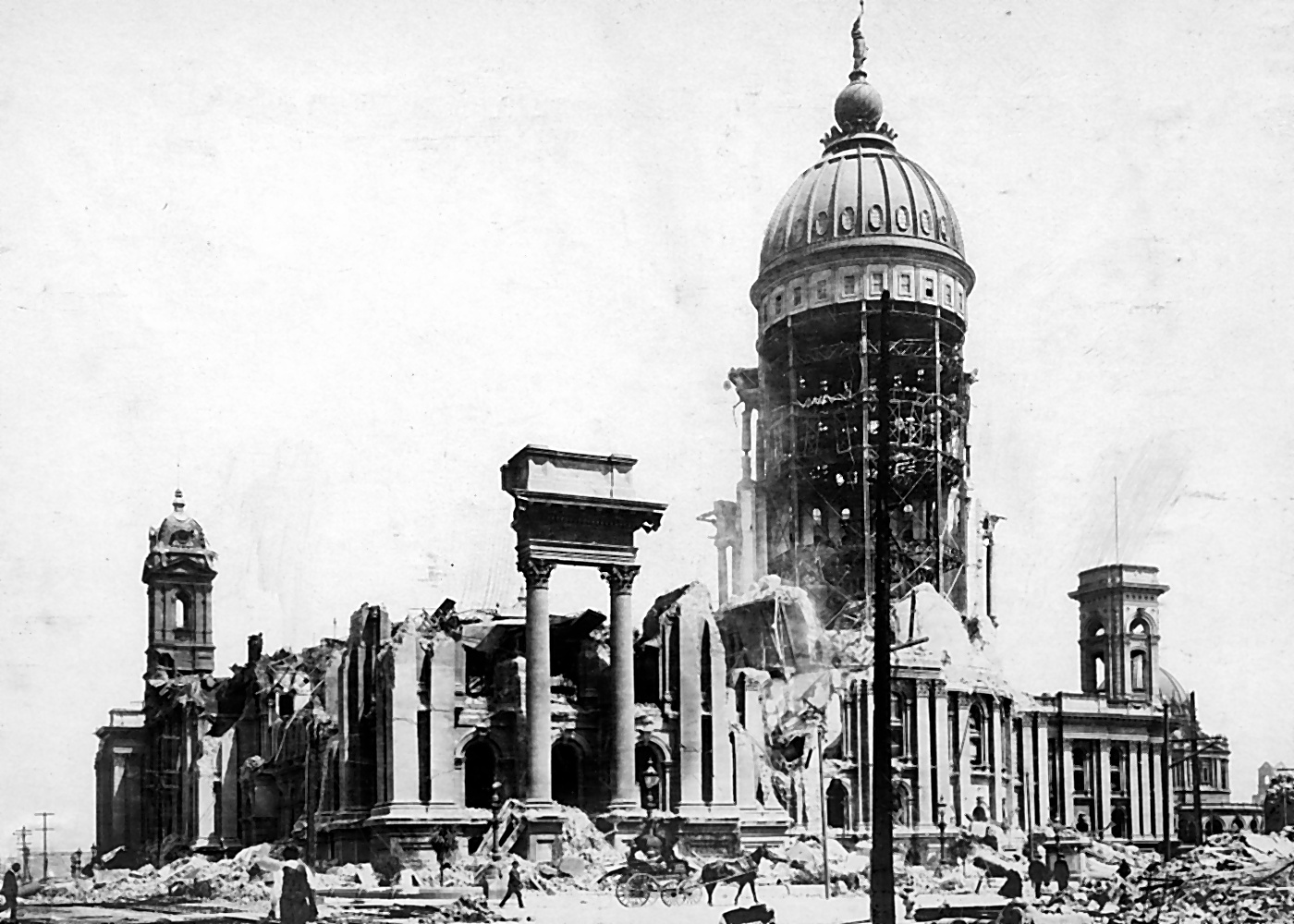
Hôtel de ville de San Francisco, 20 avril 1906.

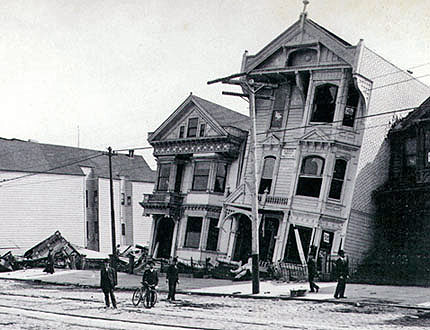
Maisons endommagées par le séisme.

On compta à l'époque 478 morts, mais il apparaît aujourd'hui que ce chiffre, publié par les autorités de l'époque, sous-estimait l'impact réel de la catastrophe, notamment parmi la population chinoise. Le bilan a depuis été revu à la hausse, et le nombre généralement accepté est d'au moins 3 000 morts. La plupart des décès eurent lieu à San Francisco même, mais on compta 189 morts ailleurs dans la région de la baie. D'autres villes subirent des dégâts importants, notamment Santa Rosa, San José, ainsi que l'université Stanford.
Entre 225 000 et 300 000 personnes se retrouvèrent sans toit sur environ 400 000 habitants. Environ la moitié se réfugièrent de l'autre côté de la baie à Oakland. Les journaux de l'époque décrivent comment le Golden Gate Park, le quartier voisin du Panhandle (en) et les plages entre Ingleside (en) et North Beach se retrouvèrent couverts de tentes improvisées.

## Conséquences matérielles et économiques

Vue de Grant Avenue après le séisme.

Le séisme et l'incendie eurent un impact durable sur le développement économique de la Californie. Ils détruisirent plus de 80 % de la ville. Les bâtiments en briques, tels que l'hôtel de ville, ne résistèrent pas aux secousses. Le tremblement de terre réduisit à néant le réseau téléphonique, le Cable Cars et les systèmes de communication. Dans la région de la baie, l'université Stanford fut en partie endommagée. Les villes de San José, Hollister, Bolinas et Santa Rosa furent également touchées.
Ce séisme provoqua une prise de conscience du danger sismique en Californie et la sismologie connut une période florissante. Ainsi, quelques jours après la catastrophe, le gouverneur de l'État George Cooper Pardee réunit les plus grands scientifiques pour amorcer un programme de recherches sur les séismes. Sous la direction du géologue Andrew C. Lawson de l'université de Berkeley, l'équipe de vingt géologues, astronomes, physiciens (Harry Fielding Reid (en)) et ingénieurs étudia et cartographia la faille de San Andreas. Ils rédigèrent un rapport qui fut publié en 1908 et fit avancer la connaissance des phénomènes sismiques.
Même si San Francisco fut rapidement reconstruite, le désastre redirigea et relocalisa commerces, industries et population vers le sud, à Los Angeles, qui au cours du XXe siècle devint la métropole la plus importante de l'Ouest des États-Unis, bien que le rapport Lawson démontrât que la même faille de San Andreas qui  avait causé le séisme était également proche de Los Angeles.
La catastrophe, dont le coût fut estimé à l'époque à au moins 250 000 000 de dollars, eut des répercussions sur l'ensemble de l'économie américaine, le premier secteur touché fut l'assurance, qui connut une quarantaine de faillite de sociétés. La destruction de la ville causa un mouvement de capitaux de New York vers la côte ouest pour financer les travaux de reconstruction. Ce mouvement de capitaux fut une des circonstances qui contribuèrent au déclenchement de la panique bancaire américaine de 1907, lorsque les banques new-yorkaises ne purent trouver les liquidités nécessaires pour rembourser leurs débiteurs[style à revoir].
Le tremblement de terre de 1906 fut le premier de cette magnitude à être documenté par des photographies et des films cinématographiques.

## Relocalisation et hébergement des réfugiés

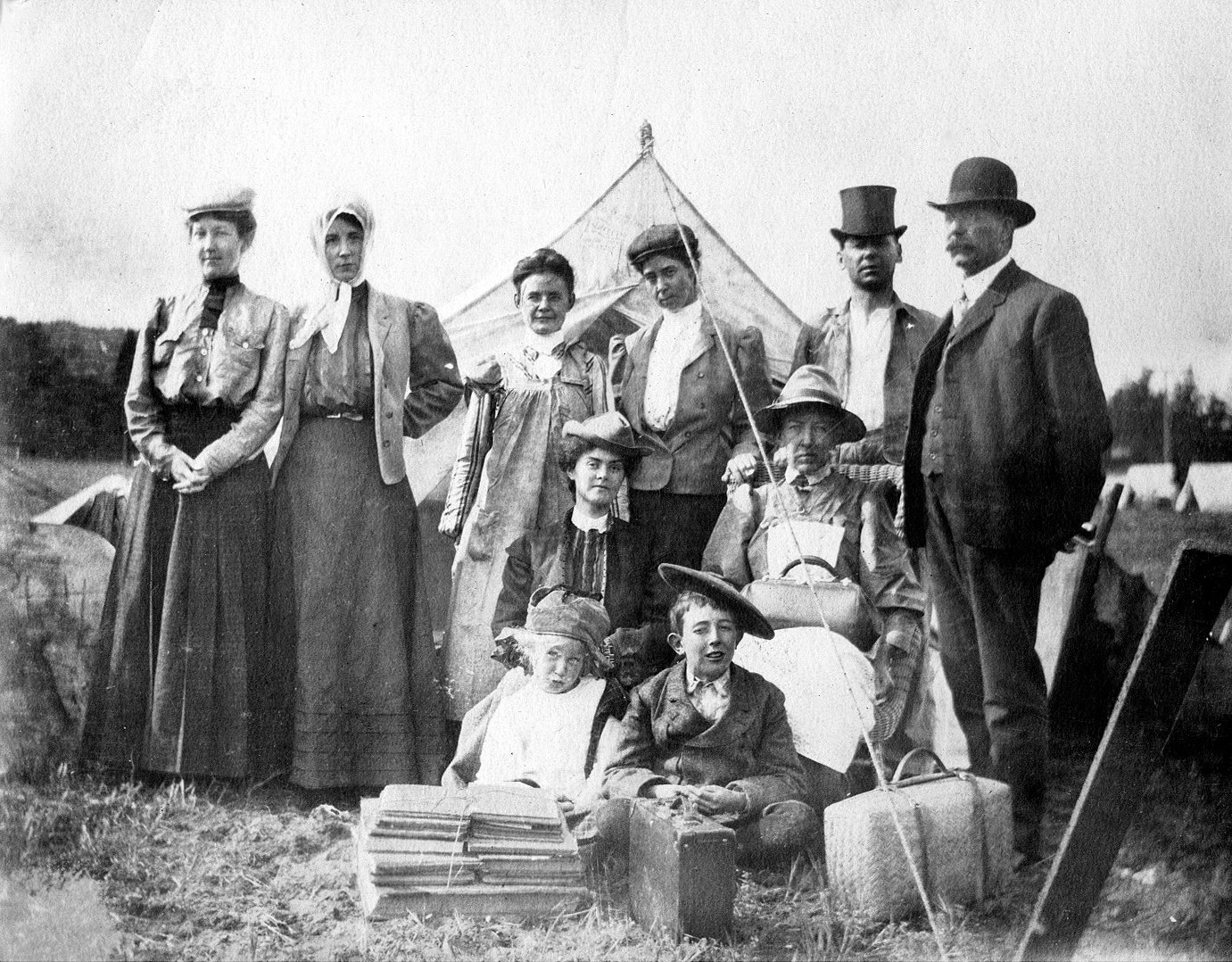
Personnes déplacées après le séisme de 1906, devant des tentes provisoires.

L'armée de terre américaine construisit 5 160 maisons provisoires en pin pour héberger 20 000 réfugiés. Ces structures furent conçues par John McLare, et regroupées en onze campements. Elles étaient construites les unes contre les autres et louées pour deux dollars par mois à leurs occupants en attendant la fin de la reconstruction. Elles étaient peintes en vert olive, en partie pour mieux s'intégrer au site, mais surtout parce que l'armée disposait de grandes quantités de peinture de cette couleur. La population des camps culmina à 16 448 réfugiés, mais dès 1907 la plupart d'entre eux avaient déjà quitté les lieux. Les camps furent par la suite reconvertis en garages, entrepôts ou boutiques.

## La reconstruction
Des plans pour la réaménagement et la reconstruction de la ville furent élaborés dès le jour même du séisme. L'un des plus ambitieux était celui du célèbre urbaniste Daniel Burnham, dont la vision inspirée par Haussmann prévoyait des avenues et boulevards rayonnant à travers la ville, un complexe civique gigantesque à l'architecture classique, un jardin public qui aurait alors été le plus grand du monde, s'étendant de Twin Peaks au lac Merced, et de nombreux d'autres projets.
Le plan, jugé peu réaliste et peu pratique autant par les critiques de l'époque que par les architectes contemporains, fut pour l’essentiel ignoré. Il était également vu d'un mauvais œil par les promoteurs immobiliers qui auraient été contraints de vendre nombre de leurs terrains à la municipalité.
Le tracé des rues existant subsista, mais certains des projets chers à Burnham virent le jour par la suite, notamment le civic center avec son hôtel de ville, des avenues plus larges, un métro sous Market Street, un Fisherman's Wharf à échelle humaine et un monument dominant la ville sur Telegraph Hill, Coit Tower.